# Моисеева Гора (Брянская область)
Моисеева Гора — посёлок в Карачевском районе Брянской области России. Входит в состав Дроновского сельского поселения.

## География
Посёлок находится в восточной части Брянской области, в зоне хвойно-широколиственных лесов, на левом берегу реки Цон, к югу от автодороги Р120, на расстоянии примерно 19 километров (по прямой) к юго-востоку от города Карачева, административного центра района.
Климат
Климат умеренно континентальный с теплым летом и умеренно морозной зимой. Годовое количество осадков — 500—600 мм. Средняя температура января составляет −8,6°, июля — +18,6°.
Часовой пояс
Посёлок Моисеева Гора, как и вся Брянская область, находится в часовой зоне МСК (московское время). Смещение применяемого времени относительно UTC составляет +3:00.

## Население
| 2010 | 2013 |
| ---- | ---- |
| 1    | ↘0   |

Половой состав
По данным Всероссийской переписи населения 2010 года в гендерной структуре населения мужчины составляли 100 %.
Национальный состав
Согласно результатам переписи 2002 года, в национальной структуре населения русские составляли 100 % из 5 чел.

## Улицы
Уличная сеть посёлка состоит из одной улицы (ул. Полевая).